# The Lives of Mecca
The Lives of Mecca è un film del 2016 diretto da Stefano Etter, a metà strada tra documentario e finzione.

## Trama
Il film è girato nella penisola di Coney Island a New York e racconta la realtà quotidiana de La Mecca, un campo di American handball dove gli avventori si incontrano, oltre che per giocare, per fare terapia di gruppo. Nel film viene mostrato come i “pazienti” non stiano seduti in cerchio a parlare, ma invece cerchino una cura correndo e scagliando contro un muro una pallina chiamata “big blue”.
Negli Stati Uniti l'Handball è uno sport di strada tra i più diffusi e praticati, ma meno riconosciuti a livello professionale. La Mecca è il luogo di culto dove trovare i migliori handballers.
A raccontare come uno sport possa diventare terapia e occasione di riscatto sono tre suoi abituali frequentatori: Patrick Adams, un barbone col fare da analista che aiuta i compagni di gioco a scovare ed eliminare gli aspetti negativi delle loro vite; Tom Vitali, Grand Master di Handball, ex tossicodipendente, assassino ed ergastolano graziato nonché leggenda vivente dell'Handball ed esempio di riscatto; “Crazy” Johnny Razo, spacciatore e tossicodipendente che nonostante l'età vive ancora una vita sregolata ma che trova il proprio equilibrio solo praticando questo sport.

## Distribuzione
Il film è stato presentato in anteprima al Piemonte Movie vincendo il premio come miglior documentario nella categoria Panoramica Doc.
Successivamente è stato selezionato in diversi festival tra cui il 59° DOK Leipzig.
Alla presentazione del film il regista ha detto: "È una storia sulle possibilità della vita, un film sull'handball che non parla di handball e forse, proprio per questo motivo, non sarà apprezzato dai protagonisti"
Il film è distribuito dalla PIC-FILM di Massagno - Svizzera (www.picfilm.com)